# 滩地韭
滩地韭（学名：Allium oreoprasum）是葱科葱属的植物。分布在中亚地区以及中国大陆的新疆、西藏等地，生长于海拔1,200米至2,700米的地区，一般生于向阳山坡、河谷阶地、滩地及石滩上，目前已由人工引种栽培。